# Barbara Weiss

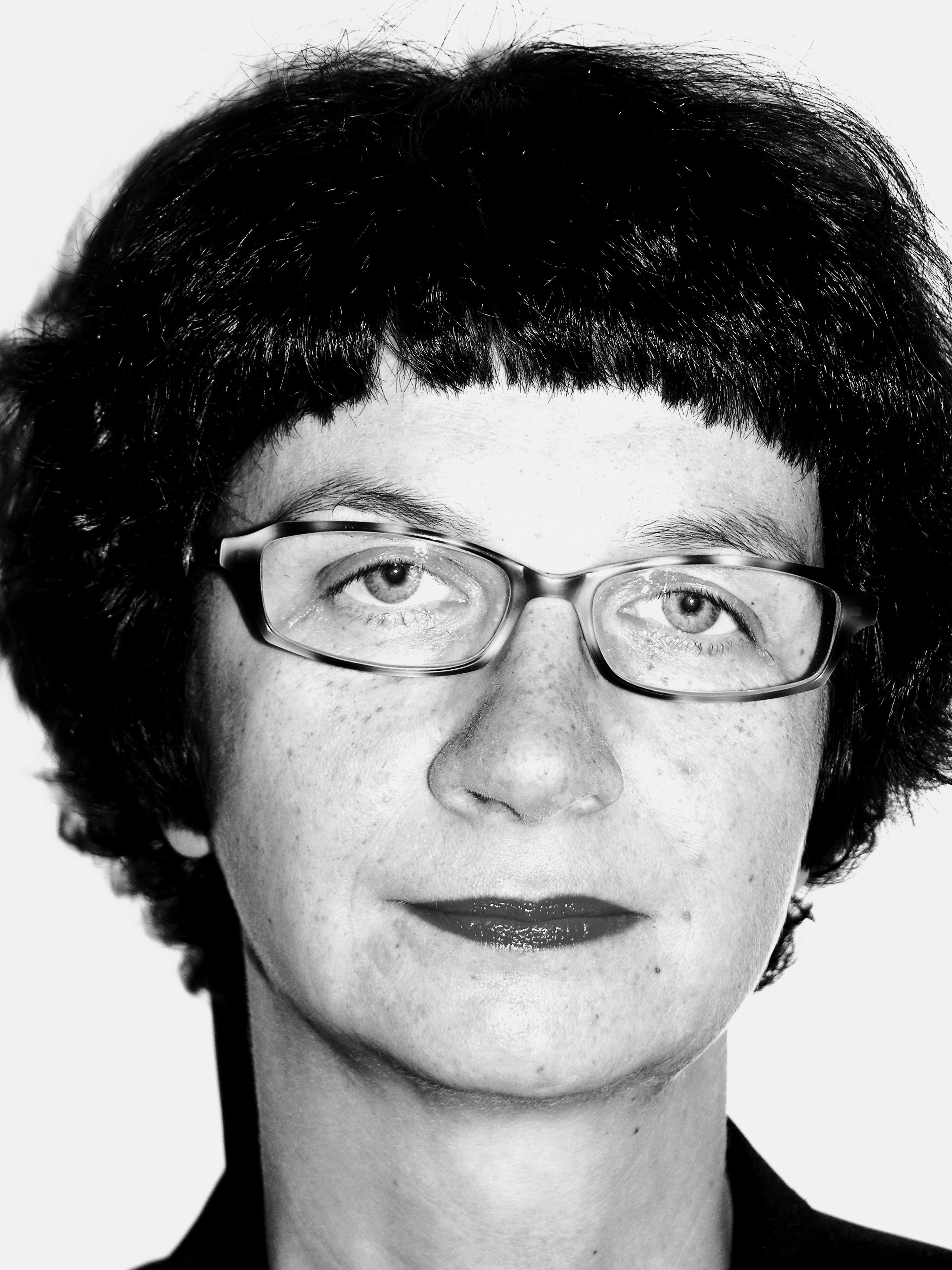
Barbara Weiss, 2006

Barbara Weiss (* 2. April 1960 in Schwandorf; † 31. Dezember 2016 in Berlin) war eine deutsche Galeristin.
Barbara Weiss studierte Kunstgeschichte und Philosophie an der FU Berlin. 1989 gründete sie mit Michael Wewerka ihre erste Galerie Galerie Wewerka & Weiss in der Pariser Straße in Berlin. Einer der ersten Künstler, die sie ausstellte, war der amerikanischen Fotograf und Filmemacher Larry Clark, der lange vor Nan Goldin oder Gus Van Sant das Drogenmilieu in seinem Land dokumentierte, und der zu diesem Zeitpunkt in Deutschland völlig unbekannt war. 1992 gründete sie in der Potsdamer Straße ihre eigene Galerie Barbara Weiss; später residierte sie in der Kohlfurter Straße in Kreuzberg.
Mit ihren Ausstellungen und ihrem Wirken galt sie in der Berliner Kunstszene als eine der wichtigsten Galerien der Gegenwartskunst.
Zu den Künstlern, die sie Laufe der Jahre vertreten und begleitet hat zählen u. a. Thomas Bayrle, Monika Baer, Geta Brătescu, Maria Eichhorn, Nicole Eisenman, Ayşe Erkmen, Harun Farocki, Raoul De Keyser, Collier Schorr, Andreas Siekmann, Amelie van Wulffen.
Barbara Weiss war mit dem Kurator und langjährigen Museumsdirektor Kasper König verheiratet.